# Fritz Fischer (médico)
Fritz Ernst Fischer (5 de outubro de 1912 - 2003) foi um médico alemão que, sob o regime nazista, participou em experiências médicas realizadas em prisioneiros do campo de concentração de Ravensbrück.